# داود بن يوسف
 الملك المظفر يوسف بن عمر بن رسول  هو رابع ملوك الدولة الرسولية في اليمن، حكم في الفترة (1297 – 1321 م).